# Chrysolina brunsvicensis
Chrysolina brunsvicensis é uma espécie de artrópode pertencente à família Chrysomelidae.